# Unione Sportiva Scafatese 1942-1943
Questa voce raccoglie le informazioni riguardanti l'Unione Sportiva Scafatese nelle competizioni ufficiali della stagione 1942-1943.

## Rosa
| N. |                   | Ruolo | Calciatore          |
| -- | ----------------- | ----- | ------------------- |
|    | Italia (bandiera) | D     | F. Boniani          |
|    | Italia (bandiera) | A     | Adriano Buccioli    |
|    | Italia (bandiera) | D     | A. Bulleri          |
|    | Italia (bandiera) | A     | G. Casciello        |
|    | Italia (bandiera) | D     | P. Casciello        |
|    | Italia (bandiera) | D     | Silvestro Castaldo  |
|    | Italia (bandiera) | D     | Astorre Consoli     |
|    | Italia (bandiera) | C     | Giacomo De Caprio   |
|    | Italia (bandiera) | D     | Benedetto Del Re    |
|    | Italia (bandiera) | A     | Domenico De Vito    |
|    | Italia (bandiera) | A     | Remo Galli          |
|    | Italia (bandiera) | C     | Alberto Giusti      |
|    | Italia (bandiera) | C     | Vincenzo Indinnimeo |
|    | Italia (bandiera) | C     | Aldo Langella       |
|    | Italia (bandiera) | A     | N. Leone            |

| N. |                   | Ruolo | Calciatore        |
| -- | ----------------- | ----- | ----------------- |
|    | Italia (bandiera) | A     | Umberto Mangolini |
|    | Italia (bandiera) | A     | P. Marini         |
|    | Italia (bandiera) | A     | Bruno Minazzi     |
|    | Italia (bandiera) | A     | Lino Morselli     |
|    | Italia (bandiera) | A     | Carmine Nappi     |
|    | Italia (bandiera) | A     | Tommaso Oropallo  |
|    | Italia (bandiera) | P     | Vincenzo Pagano   |
|    | Italia (bandiera) | P     | Vincenzo Provera  |
|    | Italia (bandiera) | A     | Carlo Ravizzoli   |
|    | Italia (bandiera) | D     | Silvio Rispoli    |
|    | Italia (bandiera) | P     | E. Rossi          |
|    | Italia (bandiera) | A     | O. Steano         |
|    | Italia (bandiera) | A     | Pasquale Torre    |
|    | Italia (bandiera) | A     | C. Vignapiano     |
|    | Italia (bandiera) |       | M. Voccia         |

## Risultati

### Serie C

#### Girone L

##### Girone di andata
| Cava de' Tirreni 4 ottobre 1942 1ª giornata | Cavese | 1 – 1 | Scafatese |  |

| Scafati 11 ottobre 1942 2ª giornata | Scafatese | 0 – 0 | Baratta Battipaglia |  |

| Arbitro: | Pinaglia |

|                          |           |           |
| Castelli 32’ Fantoni 89’ | Marcatori | 54’ Nappi |

| Scafati 25 ottobre 1942 4ª giornata | Scafatese | 2 – 1 | Savoia |  |

| Roma 1 novembre 1942 5ª giornata | RST Littorio | 0 – 0 referto | Scafatese | \| Arbitro: \| Pinaglia \| |
| Arbitro:                         | Pinaglia     |               |           |                            |

| Scafati 19 novembre 1942 6ª giornata | Scafatese | 3 – 0 | Civitavecchiese |  |

| Salerno 15 novembre 1942 7ª giornata | Salernitana | 2 – 0 A tav. referto | Scafatese | \| Arbitro: \| Visconti \| |
| Arbitro:                             | Visconti    |                      |           |                            |

| Scafati 22 novembre 1942 8ª giornata | Scafatese | 2 – 2 | BPD Colleferro |  |

| Castellammare di Stabia 29 novembre 1942 9ª giornata | Stabia | 2 – 0 | Scafatese |  |

| Caserta 6 dicembre 1942 10ª giornata | Casertana | 1 – 3 | Scafatese |  |

| Scafati 13 dicembre 1942 11ª giornata | Scafatese | 2 – 1 | Ilva Bagnolese |  |

##### Girone di ritorno
| Scafati 21 marzo 1943 12ª giornata | Scafatese | 0 – 0 | Cavese |  |

| Battipaglia 10 gennaio 1943 13ª giornata | Baratta Battipaglia | 2 – 2 | Scafatese |  |

| Arbitro: | Preziosi |

|           |           |              |
| Nappi 60’ | Marcatori | 81’ Fiorelli |

| Torre Annunziata 24 gennaio 1943 15ª giornata | Savoia | 2 – 0 | Scafatese |  |

| Scafati 31 gennaio 1943 16ª giornata | Scafatese | 3 – 1 | RST Littorio |  |

| Civitavecchia 7 febbraio 1943 17ª giornata | Civitavecchiese | 1 – 2 | Scafatese |  |

| Scafati 14 febbraio 1943 18ª giornata | Scafatese | 2 – 1 | Salernitana |  |

| Colleferro 21 febbraio 1943 19ª giornata | BPD Colleferro | 3 – 0 | Scafatese |  |

| Scafati 28 febbraio 1943 20ª giornata | Scafatese | 2 – 1 | Stabia |  |

| Scafati 7 marzo 1943 21ª giornata | Scafatese | 3 – 0 | Casertana |  |

| Napoli 14 marzo 1943 22ª giornata | Ilva Bagnolese | 2 – 1 | Scafatese |  |